# Aspicilia sublapponica
Aspicilia sublapponica är en lavart som först beskrevs av Alexander Zahlbruckner och som fick sitt nu gällande namn av Alfred Oxner. 
Aspicilia sublapponica ingår i släktet Aspicilia och familjen Megasporaceae. Arten är reproducerande i Sverige.